# Casar de Palomero
Casar de Palomero è un comune spagnolo di 1 343 abitanti situato nella comunità autonoma dell'Estremadura.